# Wasserball-Europameisterschaft 2010

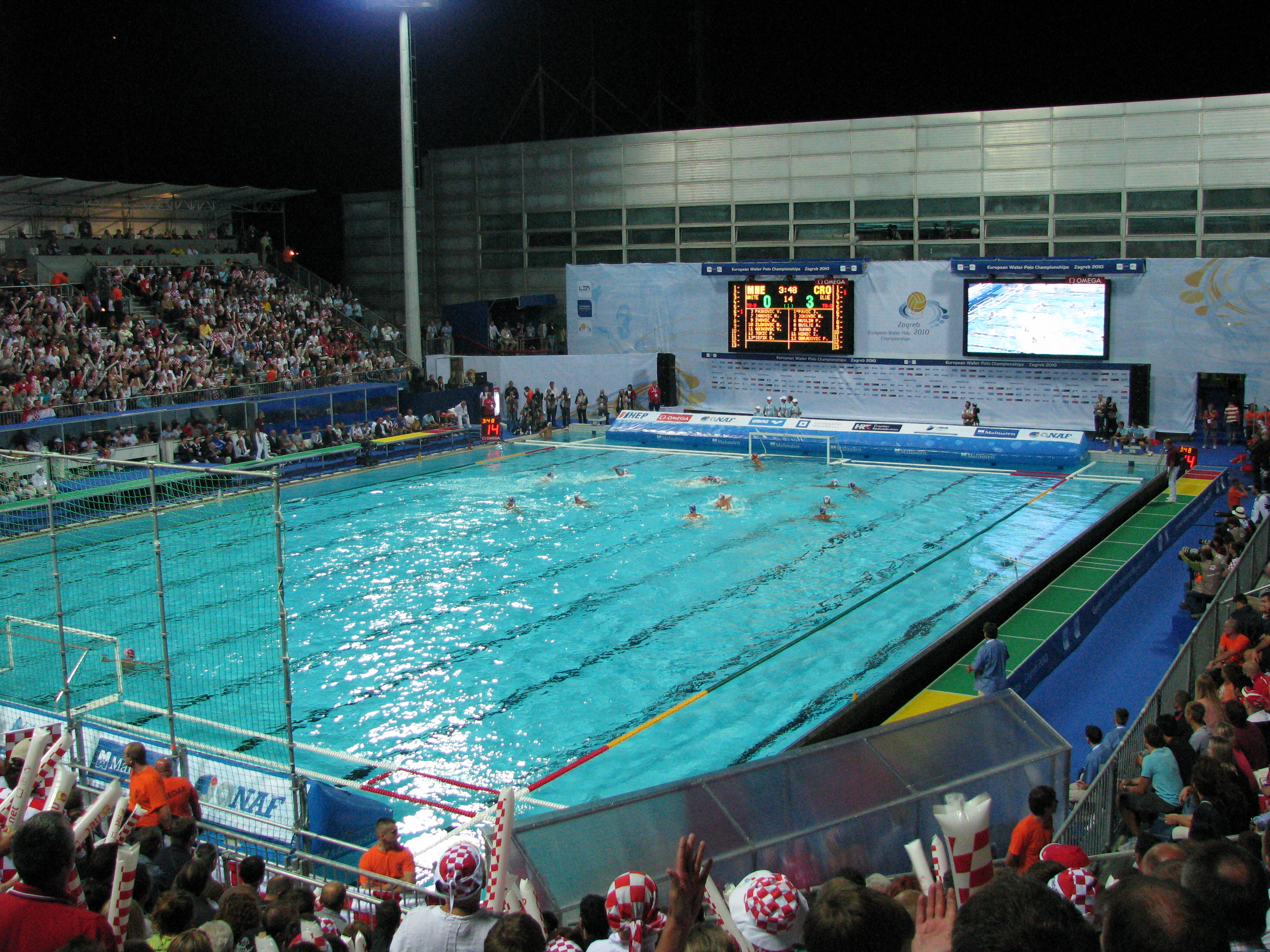
1. Spieltag, Gastgeber Kroatien gegen Titelträger Montenegro

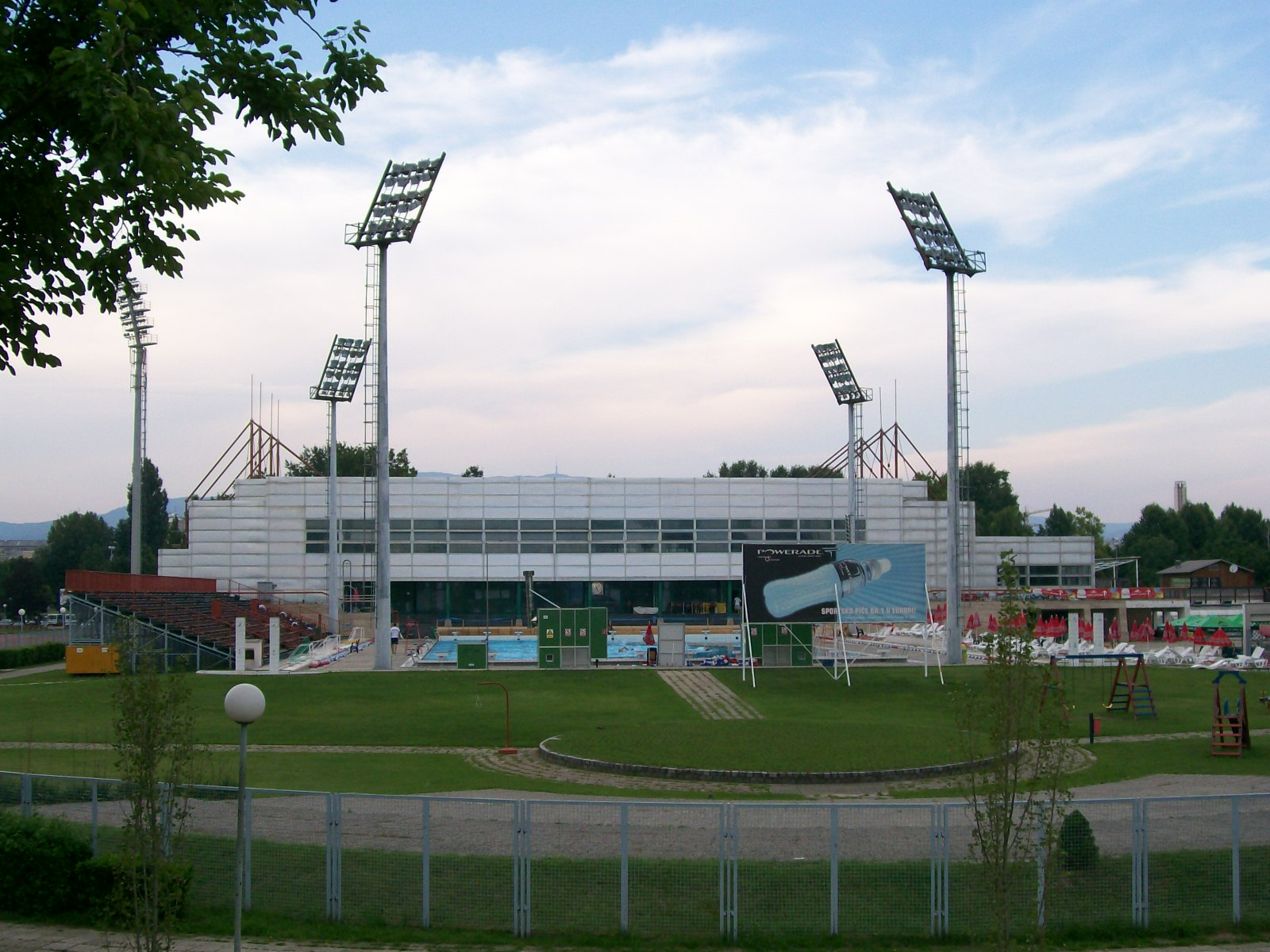
Sports park Mladost

Die Wasserball-Europameisterschaft 2010 der Männer und Frauen fand vom 29. August bis zum 11. September in Zagreb in Kroatien statt. Bei den 29. Titelkämpfen der Männer spielten zwölf Teams, beim 13. Turnier der Frauen kämpften acht Mannschaften um den Titel, wobei es erstmals in der jüngeren EM-Geschichte nur eine Wettkampfstätte gab. Gespielt wurde am Fluss Sava auf dem SRC-Mladost-Sportkomplex, auf der auch Kroatiens Wasserball-Rekordmeister Mladost Zagreb beheimatet ist. Auf der Außenanlage wurde eine Stahltribüne für gut 4700 Zuschauer errichtet, so dass für den Zeitraum der Titelkämpfe in dem Freibadbereich eine regelrechte Wasserball-Arena wie in einem modernen Fußballstadion geschaffen worden war. Gewinner bei den Turnierteilnehmern der Männer war Gastgeber Kroatien und bei den Damen Titelverteidiger Russland.

## Turnier Männer

### Teilnehmer
- Gruppe A: Rumänien, Kroatien, Montenegro (Titelverteidiger), Italien, Spanien, Türkei
- Gruppe B: Deutschland, Ungarn, Mazedonien, Griechenland, Russland, Serbien

### Vorrunde

#### Gruppe A

##### 1. Spieltag
| Team 1   | - | Team 2     | Endstand |
| -------- | - | ---------- | -------- |
| Türkei   | - | Rumänien   | 6 : 12   |
| Italien  | - | Spanien    | 7 : 6    |
| Kroatien | - | Montenegro | 9 : 11   |

##### 2. Spieltag
| Team 1   | - | Team 2     | Endstand |
| -------- | - | ---------- | -------- |
| Spanien  | - | Rumänien   | 10 : 11  |
| Italien  | - | Montenegro | 11 : 10  |
| Kroatien | - | Türkei     | 16 : 3   |

##### 3. Spieltag
| Team 1     | - | Team 2   | Endstand |
| ---------- | - | -------- | -------- |
| Türkei     | - | Italien  | 4 : 9    |
| Kroatien   | - | Rumänien | 13 : 7   |
| Montenegro | - | Spanien  | 8 : 7    |

##### 4. Spieltag
| Team 1     | - | Team 2   | Endstand |
| ---------- | - | -------- | -------- |
| Montenegro | - | Türkei   | 22 : 2   |
| Italien    | - | Rumänien | 10 : 7   |
| Kroatien   | - | Spanien  | 8 : 6    |

##### 5. Spieltag
| Team 1   | - | Team 2     | Endstand |
| -------- | - | ---------- | -------- |
| Türkei   | - | Spanien    | 6 : 12   |
| Rumänien | - | Montenegro | 9 : 9    |
| Kroatien | - | Italien    | 8 : 5    |

##### Tabelle
| Land       | Pkt. | Tore    |
| ---------- | ---- | ------- |
| Kroatien   | 12   | 54 : 32 |
| Italien    | 12   | 42 : 35 |
| Montenegro | 10   | 60 : 38 |
| Rumänien   | 7    | 46 : 48 |
| Spanien    | 3    | 41 : 40 |
| Türkei     | 0    | 21 : 71 |

#### Gruppe B

##### 1. Spieltag
| Team 1   | - | Team 2       | Endstand |
| -------- | - | ------------ | -------- |
| Russland | - | Mazedonien   | 9 : 10   |
| Ungarn   | - | Deutschland  | 10 : 8   |
| Serbien  | - | Griechenland | 13 : 5   |

##### 2. Spieltag
| Team 1       | - | Team 2     | Endstand |
| ------------ | - | ---------- | -------- |
| Deutschland  | - | Russland   | 7 : 6    |
| Serbien      | - | Ungarn     | 6 : 9    |
| Griechenland | - | Mazedonien | 10 : 5   |

##### 3. Spieltag
| Team 1     | - | Team 2       | Endstand |
| ---------- | - | ------------ | -------- |
| Russland   | - | Serbien      | 10 : 16  |
| Mazedonien | - | Deutschland  | 7 : 8    |
| Ungarn     | - | Griechenland | 6 : 6    |

##### 4. Spieltag
| Team 1       | - | Team 2      | Endstand |
| ------------ | - | ----------- | -------- |
| Serbien      | - | Mazedonien  | 19 : 9   |
| Ungarn       | - | Russland    | 14 : 10  |
| Griechenland | - | Deutschland | 5 : 6    |

##### 5. Spieltag
| Team 1   | - | Team 2       | Endstand |
| -------- | - | ------------ | -------- |
| Serbien  | - | Deutschland  | 17 : 3   |
| Russland | - | Griechenland | 7 : 6    |
| Ungarn   | - | Mazedonien   | 7 : 4    |

##### Tabelle
| Land         | Pkt. | Tore    |
| ------------ | ---- | ------- |
| Ungarn       | 13   | 46 : 34 |
| Serbien      | 12   | 71 : 36 |
| Deutschland  | 9    | 32 : 45 |
| Griechenland | 4    | 32 : 37 |
| Russland     | 3    | 42 : 53 |
| Mazedonien   | 3    | 35 : 53 |

### Platzierungsspiele um Platz 7 bis 12
Hier spielen die beiden Gruppenletzten aus den zwei Gruppen.

#### Vorspiele
Vor den Platzierungsspielen werden noch die Begegnungen ausgespielt. Dann spielen Gewinner gegen Gewinner über kreuz gegen den drittletzten der anderen Gruppe in den Platzierungsspielen um Platz 7 – 10, und Verlierer gegen Verlierer um Platz 11.
| Team 1     | - | Team 2   | Endstand |
| ---------- | - | -------- | -------- |
| Spanien    | - | Russland | 9 : 6    |
| Mazedonien | - | Türkei   | 6 : 9    |

#### Spiel um Platz 11
| Team 1   | - | Team 2     | Endstand |
| -------- | - | ---------- | -------- |
| Russland | - | Mazedonien | 5 : 4    |

### Platzierungsspiele um Platz 7–10
Die Begegnungen der beiden Sieger aus den Platzierungsspielen 7–12 gegen die jeweils drittletzten der beiden Gruppen. Die Sieger spielen um Platz 7, die Verlierer um Platz 9.
| Team 1  | - | Team 2       | Endstand |
| ------- | - | ------------ | -------- |
| Türkei  | - | Rumänien     | 8 : 15   |
| Spanien | - | Griechenland | 12 : 11  |

#### Spiel um Platz 9
| Team 1       | - | Team 2 | Endstand |
| ------------ | - | ------ | -------- |
| Griechenland | - | Türkei | 10 : 7   |

#### Spiel um Platz 7
| Team 1  | - | Team 2   | Endstand |
| ------- | - | -------- | -------- |
| Spanien | - | Rumänien | 7 : 8    |

### Viertelfinale bzw. Qualifikation zum Halbfinale
Diese wurde von den Gruppenzweiten und -dritten ausgetragen. Die jeweils Gruppenersten sind direkt fürs Halbfinale qualifiziert.
| Team 1  | - | Team 2      | Endstand |
| ------- | - | ----------- | -------- |
| Italien | - | Deutschland | 6 : 2    |
| Serbien | - | Montenegro  | 6 : 5    |

Die Gewinner der Begegnungen haben sich für das Halbfinale qualifiziert. Die Verlierer spielen um Platz fünf.

#### Spiel um Platz fünf
Das Spiel um Platz 5 ist insofern wichtig, da sich der Gewinner automatisch für die nächste EM in Eindhoven qualifiziert.
| Team 1      | - | Team 2     | Endstand |
| ----------- | - | ---------- | -------- |
| Deutschland | - | Montenegro | 6 : 14   |

### Halbfinale
Dies wird von den Gewinnern der Viertelfinals sowie von den beiden Gruppenersten ausgetragen.
| Team 1   | - | Team 2  | Endstand |
| -------- | - | ------- | -------- |
| Kroatien | - | Serbien | 10 : 9   |
| Ungarn   | - | Italien | 8 : 10   |

### Spiel um Platz drei
| Team 1  | - | Team 2 | Endstand |
| ------- | - | ------ | -------- |
| Serbien | - | Ungarn | 10 : 8   |

### Finale
| Team 1   | - | Team 2  | Endstand |
| -------- | - | ------- | -------- |
| Kroatien | - | Italien | 7 : 3    |

### Endergebnis
| Platz | Land         | Flagge          | Code |
| ----- | ------------ | --------------- | ---- |
| 1.    | Kroatien     | Kroatien        | CRO  |
| 2.    | Italien      | Italien         | ITA  |
| 3.    | Serbien      | Serbien         | SER  |
| 4.    | Ungarn       | Ungarn          | HUN  |
| 5.    | Montenegro   | Montenegro      | MNE  |
| 6.    | Deutschland  | Deutschland     | GER  |
| 7.    | Rumänien     | Rumänien        | ROM  |
| 8.    | Spanien      | Spanien         | ESP  |
| 9.    | Griechenland | Griechenland    | GRE  |
| 10.   | Türkei       | Turkei          | TRK  |
| 11.   | Russland     | Russland        | RUS  |
| 12.   | Mazedonien   | Mazedonien 1995 | MKD  |

## Turnier Frauen

### Endergebnis
| Platz | Land         | Flagge       | Code |
| ----- | ------------ | ------------ | ---- |
| 1.    | Russland     | Russland     | RUS  |
| 2.    | Griechenland | Griechenland | GRE  |
| 3.    | Niederlande  | Niederlande  | NED  |
| 4.    | Italien      | Italien      | ITA  |
| 5.    | Ungarn       | Ungarn       | HUN  |
| 6.    | Spanien      | Spanien      | ESP  |
| 7.    | Deutschland  | Deutschland  | GER  |
| 8.    | Kroatien     | Kroatien     | CRO  |